# Bäckefors
Bäckefors is een plaats in de gemeente Bengtsfors in het landschap Dalsland en de provincie Västra Götalands län in Zweden. De plaats heeft 689 inwoners (2005) en een oppervlakte van 141 hectare.
De Zweedse film Kopps is opgenomen in de plaats.

## Verkeer en vervoer
Bij de plaats lopen de Länsväg 166 en Länsväg 172.